# Silvan, Diyarbakır
Silvan (în kurdă Farqîn; în turcă otomană ميا فارقين) este un oraș și district din provincia Diyarbakır din Turcia. Populația sa este de 41.451 de locuitori.

## Istoric
Silvan a fost identificat de câțiva cercetători ca fiind una dintre cele două locații posibile (celălalt fiind Arzan) din Tigranakert (Tigranocerta), vechea capitală a Regatului Armeniei, construită de regele Tigran cel Mare (care a domnit în perioada 95–55 î.Hr.) și numit în cinstea lui.

### Epoca romană
În anul 69 î.Hr., armata Romei republicane a învins trupele lui Tigran în bătălia de la Tigranocerta. Orașul și-a pierdut importanța de centru comercial înfloritor și pentru cultura elenistică în deceniile următoare. În 387 d.Hr., odată cu pacea de la Acilisene, Tigranakert a făcut parte din Imperiul Bizantin.
În jurul anului 400 d.Hr., episcopul orașului, Marutha (mai târziu, sfântul Maruthas ), a adus înapoi un număr mare de relicve din Persia sasanidă. Acestea erau moaște ale martirilor creștini persecutați sub stăpânirea sasanidă. Din acest motiv a fost redenumită Martyropolis (Μαρτυρούπολις), „cetatea martirilor”. În urma reformelor lui Iustinian I (stăpânirea 527–565), orașul a devenit capitala provinciei Armenia a IV-a. Orașul a fost asediat în ultima fază a războiului iberic.
Orașul a suferit foarte mult în bătălia de la Martyropolis din 588 d.Hr., dar în curând a prosperat din nou.

### Epoca islamică
A fost cunoscută sub numele de Meiafarakin după ce arabii au preluat această regiune în secolul al VII-lea. A intrat sub controlul hamdanizilor în 935, apoi al Buyiților în 978, apoi a intrat sub controlul kurzilor marwanizi și a devenit capitala dinastiei până la sfârșitul secolului al XI-lea. Orașul și întreaga provincie Diyarbakir au fost luate în 1085 de selgiucizii Malik-Shah I. În anii următori, orașul și-a schimbat mâinile de mai multe ori în funcție de rivalitățile dintre clanurile selgiucide și conducătorii locali. În 1118, artukizii au luat orașul. Au rezistat mulți ani atacurilor lui Zengi. Artukid Husam al-Din Timurtash a construit Podul Malabadi lângă Meiafarakin, una dintre minunile vremii prin dimensiunile sale. Dinastia a rămas pe loc, dar a preferat să locuiască în Mardin, lăsând un guvernator în Meiafarakin.
La începutul anului 1260, orașul a fost asediat și capturat, iar populația sa a fost masacrată de armata mongolă condusă de Hulagu Khan⁠(d), cu ajutorul aliaților săi din Georgia și Armenia. Artukizii au dispărut în cele din urmă în 1408 sub atacurile Qara Qoyunlu.

### Imperiul Otoman
În 1896, rapoartele viceconsulului britanic Hallward indică faptul că multe sate au fost distruse în timpul masacrelor armene din 1895. Hallward a fost angajat în reconstruirea a aproximativ 35 de sate.

### Secolul 21
Nașide Toprak de la ( HDP ) a fost ales primar al municipiului Silvan la alegerile locale din martie 2019. A fost concediată în martie 2020, iar Mehmet Uslu a fost numit administrator în locul ei.
Silvan a fost locul unor ciocniri serioase între forțele guvernamentale turce și separatiștii Partidului Muncitorilor din Kurdistan Kurd (PKK) în august 2015, în timpul operațiunii mai extinse Martyr Yalçın.

#### Arheologie
Arheologii care lucrează în 2021, în frunte cu prorectorul Universității Dicle, profesorul Ahmet Tanyıldız, au anunțat că au descoperit mormintele sultanului selgiucide din Rum Kilij Arslan I, care a luptat împotriva forțelor cruciate. Ei au dezvăluit, de asemenea, înmormântarea fiicei sale Saide Hatun în timpul a nouă zile de muncă. Cercetătorii au săpat doi metri adâncime pe o zonă de 35 de metri pătrați și și-au concentrat lucrările pe două morminte din parcul Orta Çeșme.

## Personalități
- Ibn Nubata (d. 984), predicator
- Ibn al-Azraq al-Fariqi (1116–1176), cronicar
- Mehdi Zana (n. 1940), fost politician kurd
- Yekta Uzunoglu[17] (n. 1953), medic, scriitor, luptător pentru drepturile omului, traducător și antreprenor.
- Mahsum Korkmaz (1956–1986), primul comandant al forțelor militare ale Partidului Muncitorilor din Kurdistan (PKK).
- Leyla Zana (n. 1961), politician kurd
- Hakki Akdeniz (n. 1980), filantrop și restaurator kurd din New York.

## Locuri demne de amintit
- Podul Malabadi